# ديف هول
ديف هول (بالإنجليزية: Dave Hole)‏ هو موسيقي وعازف قيثارة أسترالي، ولد في 30 مارس 1948 في Heswall ‏ في المملكة المتحدة.

## وصلات خارجية
- الموقع الرسمي
- ديف هول على موقع ميوزك برينز (الإنجليزية)
- ديف هول على موقع أول ميوزيك (الإنجليزية)
- ديف هول على موقع ديسكوغز (الإنجليزية)